# تراکتون (کلرادو)

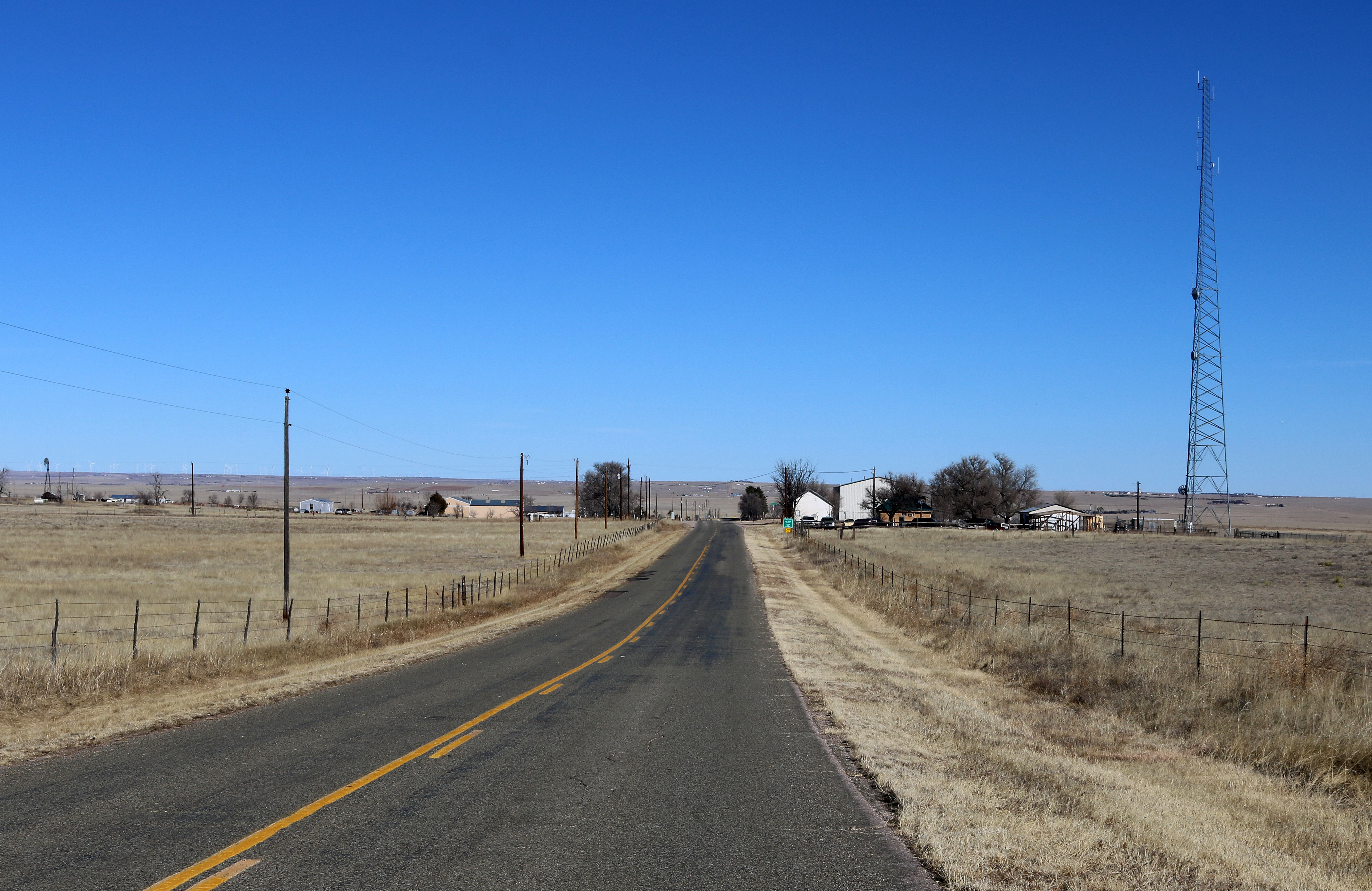
نمایی از مسیر منطقه مسکونی «تراکتون، کلرادو»

تراکتون، کلرادو (به انگلیسی: Truckton, Colorado) یک منطقهٔ مسکونی در ایالات متحده آمریکا است که در کلرادو واقع شده‌است.